# Major Tom (Coming Home)
Singles de Peter Schilling
Fehler Im System
(1982) Terra Titanic
(1984)
Major Tom (Coming Home) (ou Major Tom (Völlig Losgelöst) en allemand) est une chanson écrite et interprétée par Peter Schilling, sortie en 1982. Elle se réfère au personnage Major Tom de la chanson Space Oddity de David Bowie.
La chanson en version anglaise est utilisée comme générique de la série Deutschland 83 produite par UFA Fiction (de) et sa version allemande est utilisée dans le film Atomic Blonde de David Leitch de 2017.

## Classements hebdomadaires
| Classement (1983-84)                   | Meilleure position |
| -------------------------------------- | ------------------ |
| Allemagne (Media Control AG)           | 1                  |
| Australie (Kent Music Report)          | 57                 |
| Autriche (Ö3 Austria Top 40)           | 1                  |
| Belgique (Flandre Ultratop 50 Singles) | 3                  |
| Canada (RPM Top Singles)               | 1                  |
| États-Unis (Billboard Hot 100)         | 14                 |
| Nouvelle-Zélande (RMNZ)                | 13                 |
| Pays-Bas (Single Top 100)              | 2                  |
| Royaume-Uni (UK Singles Chart)         | 42                 |
| Suisse (Schweizer Hitparade)           | 1                  |

## Reprises et réutilisations
La chanson est reprise en français sous le titre Major Tom (S'en aller de la Terre) par Plastic Bertrand en 1983 .Cette reprise sert aussi de générique pour l'émission jeunesse de TF1 Destination Noël (1982-1986) présentée par le chanteur. 
La chanson est reprise aussi en français version punk/rock en 2022 par Coeur doré (EP Allégiance).
En janvier 2025, la chanson a été utilisée comme musique de fond pour une publicité télévisée diffusée à l'échelle internationale pour la Peugeot e-5008,.